# Mats Lederhausen
Mats Lederhausen, född 23 november 1963 i Stockholm, är en svensk företagsledare.
Han är VD för McDonald’s Ventures och son till Paul Lederhausen. Mats Lederhausen, som är utbildad kustjägare, har studerat vid Handelshögskolan i Stockholm och är civilekonom. Han gjorde karriär inom svenska McDonald’s innan han tog steget över till amerikanska McDonald’s.
År 2008 investerade han 30 miljoner kronor i den svenska motions- och viktminskningskedjan Itrim.